# Yoshitaka Fujii
Pour les articles homonymes, voir Fujii.
Yoshitaka Fujii (藤井善隆, Fujii Yoshitaka) est un chercheur japonais en anesthésiologie. 
En 2012, il a été découvert que des données avaient été fabriquées dans au moins 183 articles scientifiques, qui constitue un record de rétraction en publication scientifique. 
Yoshitaka Fujii est diplômé de la faculté de médecine de l’université Tōkai en 1987 et titulaire d’un doctorat en médecine. 
Dès 2000, les premières allégations de fraude à la recherche publiées par Yoshitaka Fujii ont été émises dans une lettre au rédacteur en chef du journal Anesthesia & Analgesia. La lettre remettait en question les conclusions de Yoshitaka Fujii concernant l'efficacité du granisétron dans le contrôle des nausées et des vomissements postopératoires, qualifiant les données rapportées dans 47 articles de « incroyablement agréables » et indiquant « que nous sommes devenus sceptiques lorsque nous avons réalisé que les effets secondaires étaient presque toujours identiques dans tous les groupes ».  